# جنگ استقلال آرژانتین
جنگ استقلال آرژانتین یا استان‌های متحد ریو د لا پلاتا به مجموعه مبارزات و مبارزات نظامی گفته می‌شود که در چارچوب جنگ‌های استقلال آمریکا از اسپانیا در کشورهای مختلف آمریکای جنوبی رخ داد. در این جنگ‌ها نیروهای نظامی استان‌های متحد ریو د لا پلاتا خواهان استقلال شدند؛ ایالتی که جانشین نایب‌الملک‌نشین ریو د لا پلاتا شده‌بود و سلف جمهوری آرژانتین امروزی است.
طرفین مخالف جنگ معمولاً توسط مورخان و وقایع نگاران آمریکای لاتین به عنوان میهن‌پرست و سلطنت‌طلب شناخته می‌شوند، زیرا این تقابل بین کسانی بود که از استقلال میهن خود دفاع می‌کردند و خواهان ایجاد دولت ملی جدیدی در مناطق آمریکای اسپانیایی‌زبان بودند و طرف دیگر هم کسانی بودند که از تداوم حضور این استان‌ها در پادشاهی اسپانیا به رهبری پادشاه فرناندو هفتم حمایت می‌کردند.
تنها بخش کوچکی از این برخوردها در قلمرو آرژانتین کنونی رخ داده‌است. اکثر نبردها در قلمروهای نایب‌الملک سابق ریو د لا پلاتا، که در پایان جنگ در خارج از مرزهای استان‌های متحد قرار گرفتند، یا در سایر مناطق آمریکای جنوبی که هرگز به نایب‌الملک تعلق نداشتند، مانند شیلی، پرو و اکوادور، رخ دادند. با این حال، در همه موارد چنین در نظر گرفته می‌شود که طرف‌های مخالف نه تنها برای تغییر اوضاع در این سرزمین‌ها، بلکه همچنین برای حاکمیت ملی بر سرزمینی که متعلق به نایب‌الملک ریو د لا پلاتا بود، می‌جنگیدند. همچنین در دریا نیز درگیری‌هایی رخ داد؛ در بعضی موارد در آب‌هایی بسیار دور از قاره آمریکا.

## جبهه‌های اصلی نبرد
سه جبههٔ اصلی نظامی را می‌توان چنین نام برد:
- جبهه شرقی یا ساحلی، در رودخانه‌های حوضهٔ رود ریو د لا پلاتا، که شامل مبارزات در پاراگوئه، باندا اورینتال، میان‌رودان آرژانتین و جنگ دریایی در ریو دلا پلاتا و شاخه‌های آن است.
- جبهه شمالی، با درگیری در استان‌های پروی علیا و شهر سالتا دل توکمان.
- جبهه آند، که شامل اقدامات تهاجمی در مواضع واقع در شیلی، پرو و اکوادور امروزی بود.

این جنگ ۱۵ سال به طول انجامید و با پیروزی استقلال‌طلبان به پایان رسید، آن‌ها توانستند استقلال آرژانتین را تثبیت کنند و در آزادی کشورهای دیگر در آمریکای جنوبی نیز همکاری کنند.

## انقلاب
درگیری‌های نظامی در اسپانیا تا سال ۱۸۱۰ وخیم‌تر شد شهر سویل مورد حمله ارتش‌های فرانسوی قرار گرفته بود که از قبل بر بیشتر شبه جزیره ایبری تسلط داشتند. خونتای سویل از بین رفت و چندین عضو به کادیز، آخرین بخش اسپانیا که هنوز مقاومت می‌کرد، فرار کردند. آنها با توجه به گرایش‌های سیاسی نزدیک به مطلق‌گرایی نسبت به خونتای سابق، شورای اقتدار را تأسیس کردند.

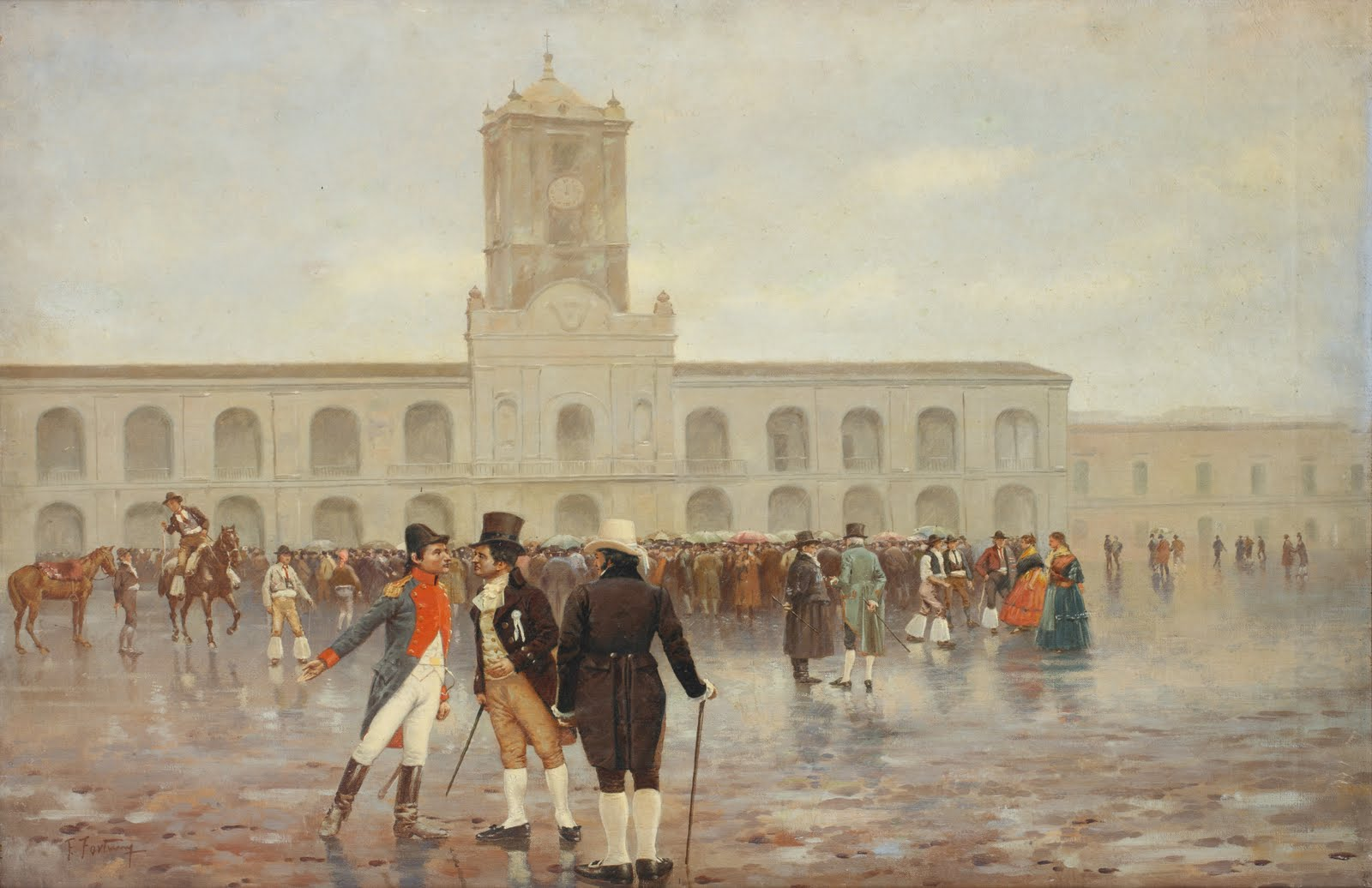
انقلاب مه نایب السلطنه را مجبور به استعفا کرد. او با یک دولت، حونتای نخستین جایگزین شد.

این انقلاب مه را در بوینس آیرس آغاز کرد. با پخش شدن اخبار، بسیاری از شهروندان تصور کردند که سیسنروس، که منصوب خونتای کنار گذاشته شده بود، دیگر حق حاکمیت ندارد و خواستار تشکیل کابیلدوی علنی برای بحث در مورد سرنوشت دولت محلی شدند.
ارتش با پشتیبانی از این درخواست، سیسنروس را مجبور به پذیرش کرد. مباحثات حکم به برکناری نایب السلطنه سیسنروس و جایگزینی وی با یک حکومت نظامی داد، اما کابیلدو با انتصاب وی به ریاست آن خونتا سعی در حفظ سیسنروس در قدرت داشت. تظاهرات بعدی به راه افتاد و حکومت نظامی مجبور شد بلافاصله استعفا دهد. جایگزین آن دولت جدیدی به نام پریمرا خونتا شد.